# 贾姆乔德普尔
贾姆乔德普尔（Jam Jodhpur），是印度古吉拉特邦Jamnagar县的一个城镇。总人口22651（2001年）。

## 人口
该地2001年总人口22651人，其中男性11533人，女性11118人；0—6岁人口2521人，其中男1388人，女1133人；识字率72.01%，其中男性为77.03%，女性为66.80%。